# Atifete Jahjaga
Atifete Jahjaga (sinh ngày 20 tháng 4 năm 1975) là tổng thống thứ tư và đương nhiệm của Kosovo. Bà là nữ tổng thống đầu tiên, và không phải là ứng cử viên của một đảng phái nào cũng như là tổng thống trẻ nhất của đất nước. Bà trước đó là Phó Cảnh sát trưởng của Kosovo, với cấp bậc thiếu tướng, là chức vụ cao nhất cho một phụ nữ ở khu vực đông nam Âu.

## Tiểu sử
Atifete Jahjaga sinh ra tại thị trấn tây nam Dakovica, và bà đã theo học hết bậc phổ thông tại đây. Bà tốt nghiệp khoa Luật của Đại học Pristina vào năm 2000. Trong năm 2006/07, bà tham gia và nhận được chứng chỉ về cảnh sát và luật hình sự tại Đại học Leicester ở Anh Quốc. Bà cũng được đào tạo chuyên sâu tại Trung tâm Nghiên cứu An ninh châu Âu George C. Marshall ở Đức và Học viện Quốc gia FBI tại Hoa Kỳ

## Ngành cảnh sát
Sau khi chiến tranh Kosovo, Jahjaga bắt đầu làm việc như một thông dịch viên cho cảnh sát quốc tế. Sau đó, bà đã hoàn thành đào tạo để trở thành một sĩ quan và dần dần tìm cách xúc tiến vào ngạch cao hơn, ban đầu lớn, sau đó đại tá, và cuối cùng chung quan trọng. Lần đầu tiên bà được triển khai với cảnh sát biên giới và sau đó được chuyển đến bộ phận đào tạo.
Jahjaga giữ vị trí Phó Giám đốc của cảnh sát Kosovo, và một thời gian ngắn đầy quyền Tổng giám đốc trong năm 2010. Trong khi phục vụ như là sĩ quan cảnh sát, bà đã thu hút sự chú ý của sĩ quan Mỹ và các nhà ngoại giao người trình bày của mình trước khi các quan chức cấp cao của Mỹ vào những dịp đặc biệt. Hình ảnh của bà với Tổng thống Mỹ George W. Bush trong chuyến thăm Học viện quốc gia FBI và với Ngoại trưởng Mỹ Hillary Clinton trong chuyến thăm của bà Kosovo đã nằm trong số ít phân phối thông qua Internet trước khi bà được đặt trên sự chú ý quốc gia như là một ứng cử viên tổng thống.
Sau chiến tranh Kosovo, Atifete Jahjaga bắt đầu làm việc với vai trò một phiên dịch viên cho cảnh sát quốc tế. Sau đó, bà hoàn thành các khóa học, trở thành sĩ quan và dần dần được thăng lên các chức vụ cao hơn, ban đầu là thiếu tá, rồi đến đại tá, và cuối cùng là thiếu tướng. Bà ban đầu được triển khai đến khu vực biên giới và sau đó được chuyển đến ban huấn luyện.
Jahjaga giữ vị trí Phó Cảnh sát trưởng Kosovo, và từng là quyền Cánh sát trưởng vào năm 2010. Trong khi phục vụ với vai trò là một sĩ quan cảnh sát, bà đã có được sự chú ý của các sĩ quan và nhà ngoại giao Hoa Kỳ khi tiếp xúc với họ trong những dịp đặc biệt. Tấm ảnh bà chụp với Tổng thống Hoa Kỳ George W. Bush khi ông thăm Học viện Quốc gia FBI và với NGoại trưởng Hillary Clinton trong chuyến thăm của bà tới Kosovo nằm trong số ít các những thông tin về bà trên Internet trước khi bà trở nên nổi bật với vai trò là ứng cử viên Tổng thống.

## Tổng thống Kosovo

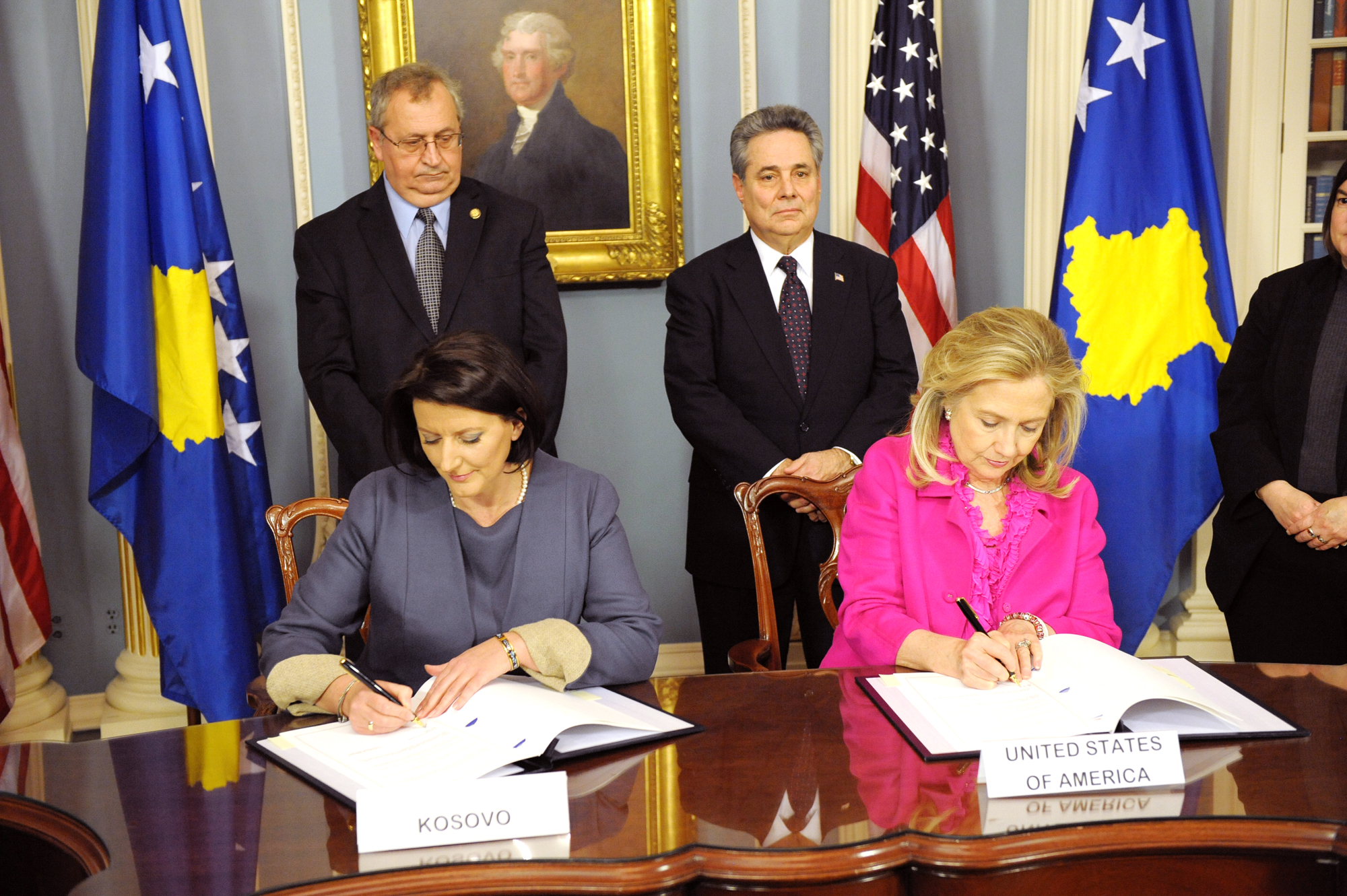

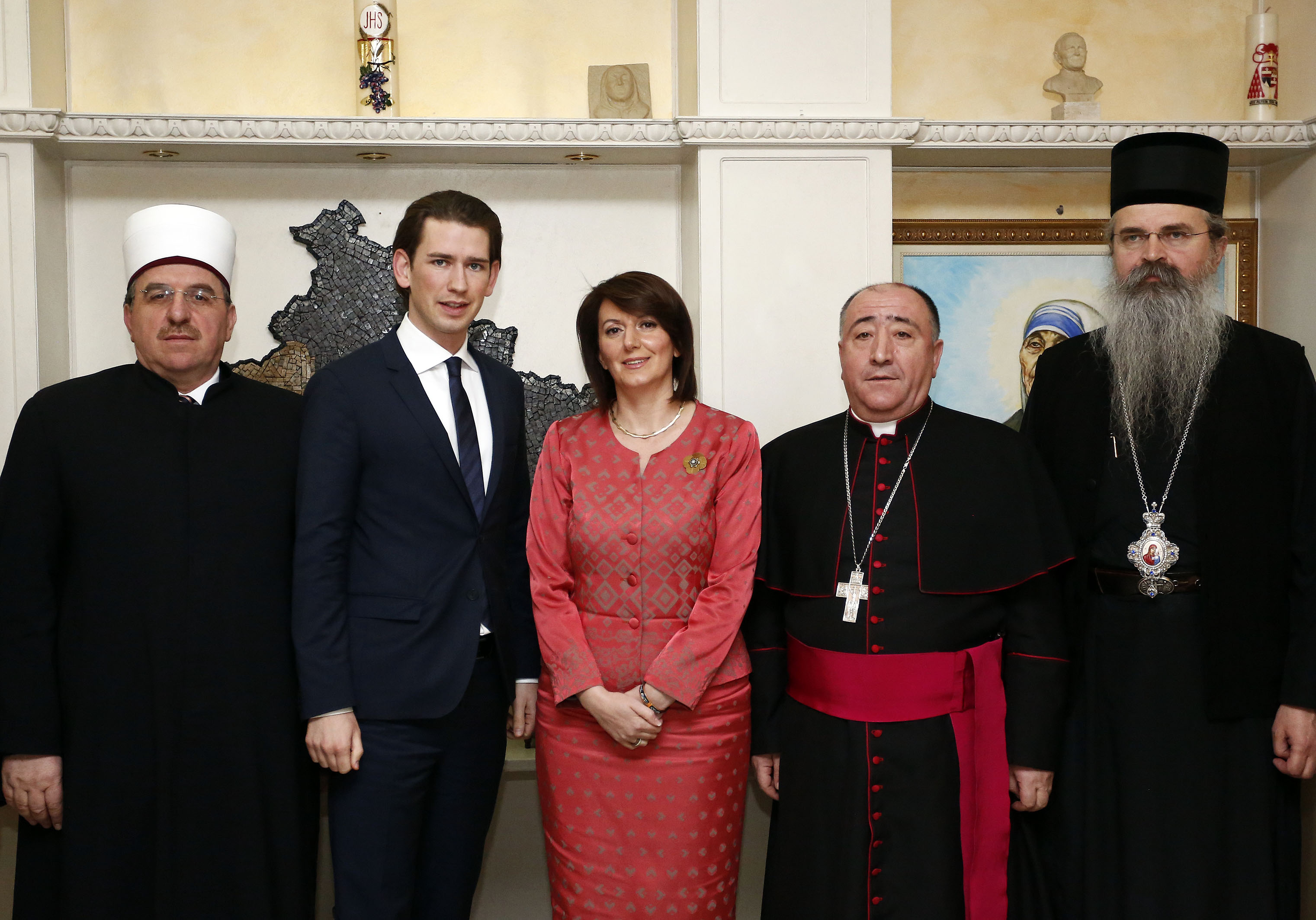

Vào ngày 6 tháng 4 năm 2011, bà được loan báo là ứng cử viên Tổng thống được sự đồng thuận của ba chính đảng là Đảng Dân chủ Kosovo, Liên minh Dân chủ Kosovo và Liên minh Kosovo Mới, và nhận được sự hỗ trợ của Đại sứ Hoa Kỳ tại Kosovo, Christopher Dell. Mặc dù trước đó đã đảm nhận vai trò là chỉ huy cấp cao trong ngành cảnh sát, bà đã không được mọi người để ý cho chức vụ này và hầu hết các nhà lãnh đạo chính trị không biết các khuynh hướng chính trị của bà.
Ngày 07 tháng 4, bà được bầu làm Tổng thống vòng biểu quyết đầu tiên của Quốc hội, trong số 100 nghị sĩ, 80 đã bỏ phiếu cho Jahjaga trong khi có 10 lá phiếu cho Suzan Novoberdali Cho đến nay, bà là tổng thống duy nhất được bầu lên trong vòng đầu tiên. Chỉ có Tổng thống thứ nhất Ibrahim Rugova của Kosovo đã nhận được phiếu bầu nhiều hơn, được Quốc hội bổ nhiệm với số phiếu 88-3 năm 2002, trong vòng thứ ba và sau đó đã chiến thắng trong cuộc bầu cử tổng thống trực tiếp vào năm 1992 và 1998.
Trong diễn văn nhậm chức của mình, Jahjaga nói rằng một trong những mục tiêu chính của bà là trong vai trò Tổng thống là để đảm bảo tư cách thành viên trong Liên minh châu Âu (EU) và Liên Hợp Quốc của Kosovo. "Lý tưởng của Kosovo là trở thành thành viên trong Liên minh châu Âu và có một tình bạn vĩnh viễn với Hoa Kỳ. Tôi tin và tôi đoán chắc ước mơ của chúng tôi sẽ trở thành sự thật," bà nói trong bài phát biểu đầu tiên của mình tại Quốc hội.

## Đời sống cá nhân
Atifete Jahjaga đã kết hôn với Astrit Kuçi, một nha sĩ, họ chưa có con. Các phượng tiện truyền thông ghi nhận rằng cả hai vợ chống bà đều không sở hữu bất động sản và họ sinh sống trong một căn hộ đi thuê tại Pristina.